# فاطمة بنت قيس الفهرية
فاطمة بنت قيس الفهرية إحدى المهاجرات وأخت الضحاك بن قيس، قيل: كانت أكبر منه بعشر سنين، لها صحبة. 

## نسبها
- هي : فاطمة بنت قيس بن خالد الأكبر بن وهب بن ثعلبة بن وائلة بن عمرو بن شيبان بن محارب بن فهر بن مالك بن النضر بن كنانة بن خزيمة بن مدركة بن إلياس بن مضر بن نزار بن معد بن عدنان.[3] ، صحابية مشهورة، وعاشت إلى خلافة معاوية.[4] [5]

## أزواجها
كانت تحت أبي عمرو بن حفص بن المغيرة المخزومي فطلقها فخطبها معاوية بن أبي سفيان وأبو جهم بن صخير فنصحها رسول الله صلى الله عليه وسلم وأشار عليها بأسامة بن زيد فتزوجت به، فقالت: لقد اغتبطت بنكاحي إياه. 

## روايتها للحديث
- روي لها عن رسول الله صلى الله عليه وسلم أربعة وثلاثون حديثًا، لها حديث متفق عليه في مسند عائشة، ولمسلم ثلاثة أحاديث.[6]
- روت حديث السكنى والنفقة للمطلقة بتة.[5]
- روت قصة الجساسة، فانفردت بها مطولة. رواها عنها الشعبي لما قدمت الكوفة على أخيها، وهو أميرها.[7]

### روى عنها
حدثت عن:
- تميم الداري.[8]

حدث عنها:
- عروة بن الزبير
- الشعبي
- أبو سلمة بن عبد الرحمن
- أبو بكر بن عبد الرحمن بن الحارث بن هشام

وآخرون. 

## وفاتها
توفيت في خلافة معاوية.